# Re Artù nel cinema e nella televisione
Questa tabella cerca di raggruppare tutte le opere riguardanti re Artù nel cinema e nella televisione.
| Anno      | Film                                                                                             | Attore                                             | Note                  |  |
| --------- | ------------------------------------------------------------------------------------------------ | -------------------------------------------------- | --------------------- |  |
| 1909      | Launcelot and Elaine                                                                             | Charles Kent                                       | Cortometraggio        |  |
| 1917      | Knights of the Square Table                                                                      | Charles Mussett                                    |                       |  |
| 1917      | Over the Hill                                                                                    | Billy Sullivan                                     |                       |  |
| 1921      | Le avventure di un americano alla corte di re Arturo                                             | Charles Clary                                      | Film commedia         |  |
| 1931      | Un americano alla corte di re Artù (A Connecticut Yankee)                                        | William Farnum                                     | Film commedia         |  |
| 1942      | King Arthur Was a Gentleman                                                                      | Arthur Askey                                       | Film commedia         |  |
| 1948      | Squareheads of the Round Table                                                                   | Vernon Dent                                        | Cortometraggio        |  |
| 1949      | La corte di re Artù (A Connecticut Yankee in King Arthur's Court)                                | Cedric Hardwicke                                   | Film commedia         |  |
| 1949      | The Adventures of Sir Galahad                                                                    | Nelson Leigh                                       |                       |  |
| 1952      | "A Connecticut Yankee in King Arthur's Court", episodio della serie Studio One                   | Boris Karloff                                      |                       |  |
| 1953      | I cavalieri della tavola rotonda (Knights of the Round Table)                                    | Mel Ferrer                                         |                       |  |
| 1954      | Il principe coraggioso (Prince Valiant)                                                          | Brian Aherne                                       |                       |  |
| 1954      | "A Connecticut Yankee in King Arthur's Court", episodio della serie Kraft Television Theatre     | Jack Livesey                                       |                       |  |
| 1954      | Il cavaliere del mistero (The Black Knight)                                                      | Anthony Bushell                                    |                       |  |
| 1954      | Knutzy Knights                                                                                   | Vernon Dent                                        | Cortometraggio        |  |
| 1955      | A Connecticut Yankee                                                                             | Boris Karloff                                      | Film TV               |  |
| 1956–1957 | Lancillotto (The Adventures of Sir Lancelot)                                                     | Ronald Leigh-Hunt (22 ep.) Bruce Seton (3 ep.)     | Serie TV              |  |
| 1957      | "The Round Table", episodio della serie The Red Skelton Hour                                     | Hans Conried                                       |                       |  |
| 1960      | "Tennessee Ernie Ford Meets King Arthur", episodio della serie Startime                          | Alan Mowbray                                       |                       |  |
| 1960      | "Knight School/Woo for Two/Pick a Chick", episodio della serie The Huckleberry Hound Show        | Don Messick                                        |                       |  |
| 1963      | Ginevra e il cavaliere di re Artù (Lancelot and Guinevere)                                       | Brian Aherne                                       |                       |  |
| 1963      | L'avventuriero di re Artù (Siege of the Saxons)                                                  | Mark Dignam                                        |                       |  |
| 1963      | La spada nella roccia (The Sword in the Stone)                                                   | Richard Reitherman (voce) Robert Reitherman (voce) | Film d'animazione     |  |
| 1966      | Re Artù (Arthur! And the Square Knights of the Round Table)                                      | John Meillon                                       | Serie TV d'animazione |  |
| 1966      | A Wedding Knight                                                                                 | Allen Swift (voce)                                 | Cortometraggio        |  |
| 1967      | Camelot                                                                                          | Richard Harris Nicolas Beauvy (ragazzo)            |                       |  |
| 1967      | "Il mago Merlino", episodio della serie Kronos - Sfida al passato (The Time Tunnel)              | Jim McMullan                                       |                       |  |
| 1970      | Lancelot du lac                                                                                  | Tony Taffin                                        | Film TV               |  |
| 1972-1973 | Artù re dei Britanni (Arthur of the Britons)                                                     | Oliver Tobias                                      | Serie TV              |  |
| 1975      | King Arthur, the Young Warlord                                                                   |                                                    | Serie TV              |  |
| 1975      | Monty Python e il Sacro Graal (Monty Python and the Holy Grail)                                  | Graham Chapman                                     | Film commedia         |  |
| 1975      | "Under the Round Table", episodio della serie Carry on Laughing!                                 | Kenneth Connor                                     |                       |  |
| 1975      | "Short Knight, Long Daze", episodio della serie Carry on Laughing!                               | Kenneth Connor                                     |                       |  |
| 1978      | A Connecticut Rabbit in King Arthur's Court                                                      | Mel Blanc (voce)                                   | Film TV d'animazione  |  |
| 1978      | "A Connecticut Yankee in King Arthur's Court", episodio della serie Once Upon a Classic          | Richard Basehart                                   |                       |  |
| 1978      | Il fuorilegge (Perceval le Gallois)                                                              | Marc Eyraud                                        |                       |  |
| 1979      | Un astronauta alla tavola rotonda (The Spaceman and King Arthur)                                 | Kenneth More                                       | Film commedia         |  |
| 1979      | The Legend of King Arthur                                                                        | Andrew Burt                                        | Serie TV              |  |
| 1979      | La spada di King Arthur (Entaku no kishi monogatari: Moero Arthur)                               | N.D.                                               | Serie TV d'animazione |  |
| 1980      | Merlin                                                                                           | Michael Klemm                                      | Serie TV              |  |
| 1981      | Excalibur (Excalibur)                                                                            | Nigel Terry                                        |                       |  |
| 1981      | Looney, Looney, Looney Bugs Bunny Movie (Looney, Looney, Looney Bugs Bunny Movie)                | Mel Blanc (voce)                                   | Film TV d'animazione  |  |
| 1982      | "King Arthur in Mr. Roarke's Court/Shadow Games", episodio della serie Fantasilandia             | Robert Mandan                                      |                       |  |
| 1982      | "Excalibur", episodio della serie Into the Labyrinth                                             | Ewen Solon                                         |                       |  |
| 1982      | Camelot                                                                                          | Richard Harris                                     | Film TV               |  |
| 1984      | Morte d'Arthur                                                                                   | Jeremy Brett                                       | Film TV               |  |
| 1984      | Sword of the Valiant - The Legend of Sir Gawain and the Green Knight                             | Trevor Howard                                      |                       |  |
| 1985      | La spada di Merlino (Arthur the King)                                                            | Malcolm McDowell                                   | Film TV               |  |
| 1988      | Novye priklyucheniya yanki pri dvore korolya Artura                                              | Albert Filozov                                     |                       |  |
| 1989      | A Connecticut Yankee in King Arthur's Court                                                      | Michael Gross                                      | Film TV               |  |
| 1991      | Gawain and the Green Knight                                                                      | Marc Warren                                        | Film TV               |  |
| 1992      | Ginevra                                                                                          | Gerhard Theuring                                   |                       |  |
| 1993      | Kings and Queens of England Volume I                                                             | Giovanni Guarino                                   | Uscito in home video  |  |
| 1994      | Il grande amore di Ginevra (Guinevere)                                                           | Sean Patrick Flanery                               | Film TV               |  |
| 1994      | Principe Valiant (The Legend of Prince Valiant)                                                  | Efrem Zimbalist Jr.                                | Serie TV d'animazione |  |
| 1995      | The Dark Knight                                                                                  | David Hartley Simon Malkin (da giovane)            | Cortometraggio        |  |
| 1995      | Il primo cavaliere (First Knight)                                                                | Sean Connery                                       |                       |  |
| 1995      | Un ragazzo alla corte di re Artù (A Kid in King Arthur's Court)                                  | Joss Ackland                                       |                       |  |
| 1995      | "Ritorno ad Avalon (terza parte)", episodio della serie Gargoyles - Il risveglio degli eroi      | John Saint Ryan (voce)                             | Serie TV d'animazione |  |
| 1996      | Crystal Cave                                                                                     | Martin Sheen                                       | Film TV               |  |
| 1996      | Alchemy                                                                                          | Martin Sheen                                       | Film TV               |  |
| 1996      | "Re Artù", episodio della serie Gargoyles - Il risveglio degli eroi                              | John Saint Ryan (voce)                             | Serie TV d'animazione |  |
| 1996      | A Young Connecticut Yankee in King Arthur's Court                                                | Nick Mancuso                                       |                       |  |
| 1997      | Il mistero del principe Valiant (Prince Valiant)                                                 | Edward Fox                                         |                       |  |
| 1998      | Merlino (Merlin)                                                                                 | Paul Curran                                        | Serie TV              |  |
| 1998      | La spada magica - Alla ricerca di Camelot (Quest for Camelot)                                    | Pierce Brosnan (voce) Steve Perry (voce canzoni)   | Film d'animazione     |  |
| 1998      | "Boy Was My Face Red", episodio della serie Sabrina, vita da strega (Sabrina, the Teenage Witch) | Robert Chapin                                      |                       |  |
| 1998      | Un'americana alla corte di re Artù (A Knight in Camelot)                                         | Michael York                                       | Film TV               |  |
| 1999      | La sfida di Artù (Arthur's Quest)                                                                | Eric Christian Olsen Robby Seager (bambino)        | Film TV               |  |
| 1999      | "Hercules, re Artù e Merlino", episodio della serie Hercules (Hercules: The Legendary Journeys)  | Neill Rea                                          |                       |  |
| 2000      | Merlin: The Return                                                                               | Patrick Bergin                                     |                       |  |
| 2001      | Le nebbie di Avalon (The Mists of Avalon)                                                        | Edward Atterton Freddie Highmore (giovane)         | Film TV               |  |
| 2001      | "Sir Caradoc at the Round Table", episodio della serie MythQuest                                 | Scott Hylands                                      |                       |  |
| 2002      | Dark Ages                                                                                        | Dirk Galuba                                        | Cortometraggio        |  |
| 2002      | "Love Hurts", episodio della serie Guinevere Jones                                               | Chris Hemsworth                                    |                       |  |
| 2002      | "Hard Rain", episodio della serie Guinevere Jones                                                | Chris Hemsworth                                    |                       |  |
| 2002-2003 | Sir Gadabout, the Worst Knight in the Land                                                       | Kim Wall                                           | Serie TV              |  |
| 2004      | King Arthur (King Arthur)                                                                        | Clive Owen Shane Murray-Corcoran (da giovane)      |                       |  |
| 2004-2009 | Kaamelott                                                                                        | Alexandre Astier                                   | Serie TV              |  |
| 2005-2006 | King Arthur's Disasters                                                                          | Rik Mayall                                         | Serie TV              |  |
| 2006      | Merlin's Apprentice                                                                              | Woody Jeffreys Connor Stanhope (giovane)           | Miniserie TV          |  |
| 2007      | L'ultima legione (The Last Legion)                                                               | Rory James                                         |                       |  |
|           | Morgana                                                                                          | Ricardo Trêpa                                      | Film TV               |  |
|           | Shrek terzo (Shrek the Third)                                                                    | Justin Timberlake (voce)                           | Film d'animazione     |  |
| 2008-2012 | Merlin (Merlin)                                                                                  | Bradley James                                      | Serie TV              |  |
| 2010      | Arthur                                                                                           | James Tobin Aaron Hart                             | Cortometraggio        |  |
| 2010      | King Arthur, episodio della serie Mystery Files                                                  | Tim Seyfert                                        |                       |  |
| 2011      | Camelot (Camelot)                                                                                | Jamie Campbell Bower Shay Macleod (giovane)        | Serie TV              |  |
| 2012      | Merlin - Incantatore disincantato (Merlin - L'enchanteur désenchanté)                            | Arthur Molinier                                    | Film TV               |  |
| 2012      | Merlin - Incantesimo d'amore (Merlin - Le secret de Brocéliande)                                 | Arthur Molinier                                    | Film TV               |  |
| 2011-2018 | C'era una volta (Once Upon a Time) - Quinta Stagione                                             | Liam Garrigan                                      | Serie TV              |  |
| 2015      | Arthur & Merlin - Le origini della leggenda (Arthur & Merlin - The legend begins)                | Kirk Barker                                        | uscito in homevideo   |  |
| 2017      | King Arthur - Il potere della spada (King Arthur: Legend of the Sword)                           | Charlie Hunnam                                     |                       |  |
| 2020      | I Maghi - I racconti di Arcadia (Wizards: Tales of Arcadia)                                      | James Faulkner                                     | Serie tv d'animazione |  |
| 2023      | Il re d'inverno – Artù, dal mito alla leggenda                                                   | Iain De Caestecker                                 | Serie tv              |  |